# ملفين سباركس
ملفين سباركس (بالإنجليزية: Melvin Sparks)‏ هو عازف قيثارة جاز وعازف جاز أمريكي، ولد في 22 مارس 1946 في هيوستن في الولايات المتحدة، وتوفي في 15 مارس 2011 في ماونت فيرنون في الولايات المتحدة بسبب نوبة قلبية.

## وصلات خارجية
- ملفين سباركس على موقع ميوزك برينز (الإنجليزية)
- ملفين سباركس على موقع أول ميوزيك (الإنجليزية)
- ملفين سباركس على موقع ديسكوغز (الإنجليزية)